# Book-Packaging
Der Begriff Book-Packaging (engl.: „Buch (zusammen)packen“) bezeichnet die Erstellung fertiger, verkaufsfähiger Buchprojekte für Buchverlage.
Book-Packager sind selbständig tätige Dienstleister oder Unternehmen und Angestellte solcher Unternehmen, die Bücher konzipieren und mit Autoren sowie anderen freiberuflichen Spezialisten aus den Bereichen Lektorat, Korrektorat, Drucksatz, Grafik und Fotografie sowie Mediengestaltung soweit ausarbeiten, dass sie Verlagen als fertige Produkte angeboten werden können. Des Weiteren können sie auch mit Vermarktung, Lizenzhandel und Öffentlichkeitsarbeit beauftragt werden.